# Pagehår
Pagehår er en speciel frisure, almindelig især i 1920'erne, for kvinder og børn, hvor håret er afklippet i højde med eller lidt oven for nakkens underkant og hænger løst ned.
En modificeret udgave af frisuren, som kendes ved at være fladt og lige afklippet i panden og føres i en passende længde rundt om hovedet, kom på mode igen i 1970'erne, da alle medlemmer af rock-gruppen The Beatles bar denne frisure, og den blev populær blandt både mænd og kvinder.